# Spathius dido
Spathius dido är en stekelart som beskrevs av Nixon 1943. Spathius dido ingår i släktet Spathius och familjen bracksteklar. Inga underarter finns listade i Catalogue of Life.